# 도자카 코조
도자카 코조(일본어: 堂坂 晃三 どうざか こうぞう[*], 1986년 3월 6일 ~ )는 남자 일본성우다.